# Československá televize
Československá televize (ČST) va ser l'empresa estatal de radiodifusió de televisió a Txecoslovàquia. La ČST va començar les seves emissions l'1 de març de 1953 i va cessar la seva emissió l'1 de desembre de 1992, després de la dissolució de Txecoslovàquia. La televisió txecoslovaca constava d'un sol canal i una difusió limitada, però el 10 de maig de 1970 va començar a transmetre un segon canal. Entre 1973 i 1975 es van iniciar les emissions regulars en el color.
La seu principal de ČST estava a Praga, però comptava amb estudis a Bratislava, Košice, Ostrava i Brno, ja que emetien continguts en txec i en eslovac per a les diferents poblacions que conformaven el país. Després de la dissolució del país, la ČST es va dividir en Česká televize i Slovenská televízia.